# Coqueta
Coqueta o popularment Girafa coqueta és una escultura de bronze de l'any 1972 de l'artista Josep Granyer i Giralt ubicada al capdamunt de la Rambla de Catalunya de Barcelona.
A principis de 1970, l'Associació de Comerciants de la Rambla de Catalunya, per evitar que la Rambla es convertís en un bulevar, va intentar convertir la Rambla en un parc d'escultures o zoo artístic. La idea original era fer una escultura d'un animal per a cadascuna de les seves 10 cantonades, entre l'Avinguda Diagonal i la Gran Via de les Corts Catalanes.
El projecte va ser encarregat a Josep Granyer, artista que ja havia realitzat anteriorment representacions d'animals humanitzats. De totes les escultures projectades al final només se'n varen realitzar dues. Coqueta, que representa una girafa amb una postura distesa i Meditació que és un brau o vedell amb actitud pensativa. Van ser inaugurades el 17 de març de 1972 per l'alcalde de Barcelona, Josep Maria de Porcioles.